# Leo Lins
Leonardo de Lima Borges Lins, mais conhecido como Leo Lins (Rio de Janeiro, 3 de setembro de 1982), é um humorista, escritor, roteirista e ator brasileiro. Fez parte do programa The Noite com Danilo Gentili no SBT até julho de 2022. É famoso por suas piadas de humor negro.

## Biografia
Léo Lins nasceu no Rio de Janeiro em 3 de setembro de 1982, e possui ascendência portuguesa e alemã. Começou sua carreira no stand-up comedy em 2005 trabalhando em shows de mágica, criando o espetáculo Pão e Circo, e depois foi integrante do grupo Comédia em Pé, o primeiro grupo de stand-up do país. Autor dos livros Notas de um Comediante Stand-up, o primeiro livro de stand-up publicado no Brasil (31 de agosto de 2009), e Segredos da Comédia Stand-up lançado em 13 de agosto de 2014.
Já realizou mais de mil apresentações de stand-up ao longo de sua carreira, sendo algumas delas no Reino Unido, Portugal, Japão e Alemanha. A primeira vez que teve oportunidade de fazer shows no Japão, teve o visto cancelado após um protesto em virtude de piadas feitas sobre o terremoto e o tsunami que atingiram o país. Posteriormente, por um protesto ainda maior, recebeu o visto de volta e fez as mesmas piadas lá ao vivo.
Em 29 de junho de 2008, apareceu na primeira edição do quadro Quem Chega Lá no Domingão do Faustão, onde foi finalista da competição.
Sua carreira solo inicia em 2009 com o show "Surreal". O início na TV foi como redator do programa Legendários (2010), apresentado por Marcos Mion. Em 2012, o espetáculo "Piadas Secretas" entra em cartaz e tem sua primeira apresentação no dia 27 de maio de 2012.

A entrada para o talk show Agora é Tarde na Band aumentou a demanda de shows e provocou mudanças no espetáculo desde as piadas até a identidade visual.
Já participou dos principais programas de TV e rádio (Malhação, Programa do Jô, Domingão do Faustão, Pânico, A Praça é Nossa, A Liga), foi redator do programa Legendários da Rede Record.
Em 2011, assinou com a Rede Bandeirantes e integrou a bancada do extinto Agora é Tarde, talk-show de Danilo Gentili.
No final de 2013, Danilo Gentili fecha contrato com o SBT e traz todo seu elenco com ele, incluindo Léo Lins, menos o comentarista Marcelo Mansfield, para o programa The Noite.
Publicou seu terceiro livro, chamado "Sapo Césio", através de financiamento coletivo e seu projeto de literatura foi o mais bem sucedido em sua área. Além do livro foram feitos chaveiros, esculturas, camisetas e até bichos de pelúcia com uma edição de apenas 30 unidades do sapo de oito patas. Uma dessas pelúcias se encontra atualmente em Chernobyl.
Em 2018, é convidado para participar de seu primeiro filme Exterminadores do Além Contra a Loira do Banheiro, onde atua junto com Danilo Gentili, Murilo Couto, Dani Calabresa e vários outros.

## Controvérsias
Em outubro de 2021, o humorista foi condenado a pagar 5 mil reais por danos morais à influênciadora Thais Carla, em um processo judicial que ela moveu contra ele por gordofobia.
No dia 4 de julho de 2022, o SBT demitiu Léo Lins, encerrando sua atividade no The Noite. Isso ocorreu depois que viralizou o vídeo de uma piada de Léo envolvendo o Teleton e uma criança com hidrocefalia, em um antigo show de stand-up, publicado nas suas redes sociais de Léo no dia 29 de junho, onde diz:

“Eu acho muito legal o Teleton, porque eles ajudam crianças com vários tipos de problema. Vi um vídeo de um garoto no interior do Ceará com hidrocefalia. O lado bom é que o único lugar na cidade onde tem água é a cabeça dele. A família nem mandou tirar, instalou um poço. Agora o pai puxa a água do filho e estão todos felizes.”
 A piada foi criticada por usuários da Internet. A Associação de Assistência à Criança Deficiente (AACD) publicou uma nota de repúdio nas redes sociais, alegando que Leo havia cometido um crime e que a declaração configurava uma fala capacitista. Após a demissão, o vídeo foi apagado das redes sociais oficiais.
No dia 17 de maio de 2023, o YouTube retirou o stand-up "Perturbador" do ar por ordem judicial, a pedido do Ministério Público de São Paulo. Léo também foi impedido judicialmente de sair da cidade de São Paulo por mais de dez dias. Humoristas, como Fábio Porchat, consideraram a decisão um ato de censura. O show continha piadas de humor negro, incluindo sobre pessoas com deficiência, pessoas idosas e escravidão.
Em junho de 2025, Leonardo foi condenado a oito anos e três meses de prisão pela Justiça Federal de São Paulo, em regime inicialmente fechado, após "proferir discursos preconceituosos durante um show", em 2022. A apresentação foi publicada no YouTube e atingiu três a marca de milhões de visualizações antes de ser removida por decisão judicial em 2023.
A condenação dividiu juristas. Especialistas ouvidos pelo Conjur concordaram com a decisão da juíza que condenou Leonardo,  rejeitando a tese do "animus jocandi" — princípio jurídico segundo o qual não haveria crime em declarações ofensivas quando a intenção é apenas provocar humor ou entretenimento.
Segundo a advogada Allyne Andrade e Silva, professora do Insper e especializada em teoria crítica racial, desde os anos 1970 os ativistas do movimento negro já alertavam que “o preconceito racial frequentemente se escondia sob a aparência de cordialidade e brincadeira”.
Por sua vez, o advogado e professor da PUC-SP discordou da decisão da Justiça, afirmando que "censurar o humor é deslegitimar a inteligência crítica da sociedade". Já para o professor de políticas públicas da USP Pablo Ortellado, a pena recebida por Leo Lins seria desproporcional, maior inclusive que a que condenados por assassinato recebem.
A condenação também repercutiu na imprensa e rendeu editoriais em alguns dos principais jornais do Brasil, tais como O Estado de S. Paulo, Folha de S.Paulo e O Globo. Em acordo, os dois diários paulistanos e o carioca criticaram a sentença, vendo-a como um ataque à liberdade de expressão. Para os três jornais, o suposto mau gosto das piadas de Leo Lins não seria motivo para a condenação.
Na noite de 20 de julho de 2025, o comediante teria vilipendiado a memória da cantora Preta Gil, falecida no mesmo dia em decorrência de um câncer intestinal. Durante um show no Teatro Eduardo Kraichete, teria afirmado que as pessoas que o acionaram perante o poder judiciário "se ferraram de alguma forma". Quando espectadores mencionaram o nome da artista, ele falou: "Quem vier me processar vai pegar câncer e morrer".
No entanto, o humorista publicou um vídeo em seu canal no YouTube negando ter feito piadas sobre a morte da cantora Preta Gil, falecida em decorrência de um câncer colorretal. Segundo Lins, as piadas que mencionavam a artista foram escritas dois anos antes, durante o período em que ela iniciava o tratamento da doença, e estavam relacionadas a processos judiciais entre ambos.
O comediante afirmou que suas falas foram tiradas de contexto por parte da imprensa e que não pretende mais mencionar Preta Gil em seus shows. Ele também revelou ter enviado uma mensagem privada à cantora desejando sucesso no tratamento, e declarou publicamente seus sentimentos à família.

## Filmografia

### Televisão
| Ano     | Título                 | Cargo              | Notas                 | Emissora              |
| ------- | ---------------------- | ------------------ | --------------------- | --------------------- |
| 2008    | Domingão do Faustão    | Participante       | Quadro: Quem Chega Lá | Globo                 |
| 2010    | Legendários            | Vários personagens |                       | RecordTV              |
| 2011–13 | Agora é Tarde          | Repórter           |                       | Bandeirantes          |
| 2012    | República do Stand-Up  | Apresentador       |                       | Comedy Central Brasil |
| 2014–22 | The Noite              | Repórter           |                       | SBT                   |
| 2017    | A História Bêbada      | Narrador           |                       | Comedy Central Brasil |
| 2021    | Exterminadores do Além | Fred               |                       | SBT                   |

### Cinema
| Ano  | Título                                            | Personagem   | Notas        |
| ---- | ------------------------------------------------- | ------------ | ------------ |
| 2012 | O Riso dos Outros                                 | Ele mesmo    | Documentário |
| 2018 | Exterminadores do Além Contra a Loira do Banheiro | Fred         |              |
| 2020 | Atração de Risco                                  | Ele mesmo    | Documentário |
| 2020 | No Gogó do Paulinho                               | Capitão Jair |              |

### Internet
| Ano           | Título   | Cargo        |
| ------------- | -------- | ------------ |
| 2007–presente | Léo Lins | Apresentador |

## Livros
| Ano  | Título                                                      | Notas | Ref.   |
| ---- | ----------------------------------------------------------- | ----- | ------ |
| 2021 | Exterminadores do Além contra a Perna Cabeluda - Quadrinhos |       |        |
| 2020 | WhataHell - Quadrinhos                                      |       |        |
| 2020 | Piadas Mortais                                              |       |        |
| 2019 | O Livro dos Insultos                                        |       | [ 27 ] |
| 2015 | Sapo Césio - Uma História de Vida Contagiante               |       |        |
| 2014 | Segredos da comédia stand-up                                |       | [ 28 ] |
| 2009 | Notas de um comediante Stand-up                             |       |        |